# Skärmarbrink (tunnelbanestation)
Skärmarbrink är en tunnelbanestation inom Stockholms tunnelbana belägen i stadsdelarna Johanneshov och Hammarbyhöjden i Söderort inom Stockholms kommun. Skärmarbrink trafikeras av gröna linjen.
Stationen invigdes 1 oktober 1950, då med namnet Hammarby, vilket ändrades till det nuvarande från och med den 17 april 1958. Stationen är en grenstation då Skarpnäcksgrenen och Farstagrenen delar sig vid Skärmarbrink. Från stationen går ett dubbelspår in i Hammarbydepån, som är SL:s centrala verkstadsanläggning för tunnelbanan. Stationen ligger 2,7 kilometer från Slussen.
Arkitekturen svarade Peter Celsing på Stockholms spårvägars arkitektkontor för och den konstnärliga utsmyckningen utgörs av bronsskulpturer av Carl Magnus från 1990.
Stationen har två plattformar utomhus, där de yttre spåren används för Skarpnäcksgrenens tåg (linje 17) och de inre för Farstagrenens tåg (linje 18). Biljetthallen är placerad i stationens östra ände, med entré mot en gångbro mellan Pelargatan och Palandergatan.
Under 2013 byttes de gamla snurrspärrarna ut mot de mer moderna glasspärrarna.

## Bildgalleri

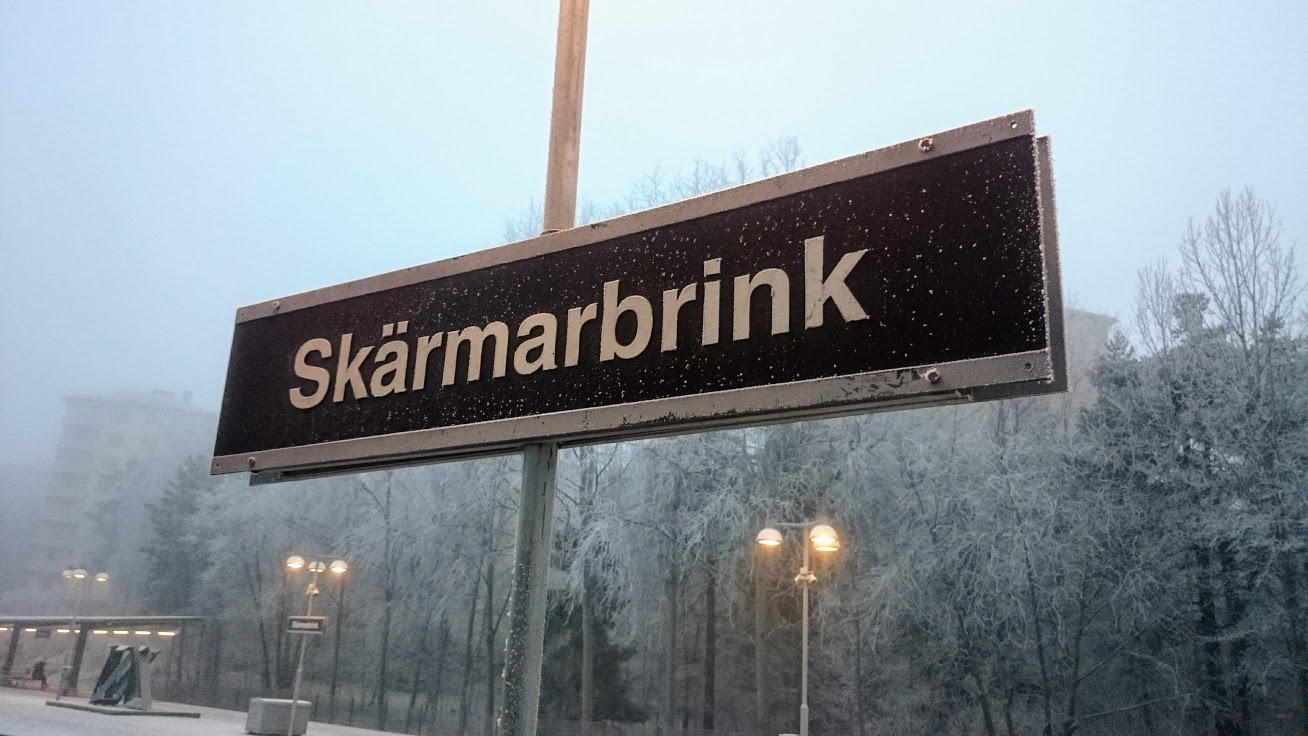
Plattformsskylt
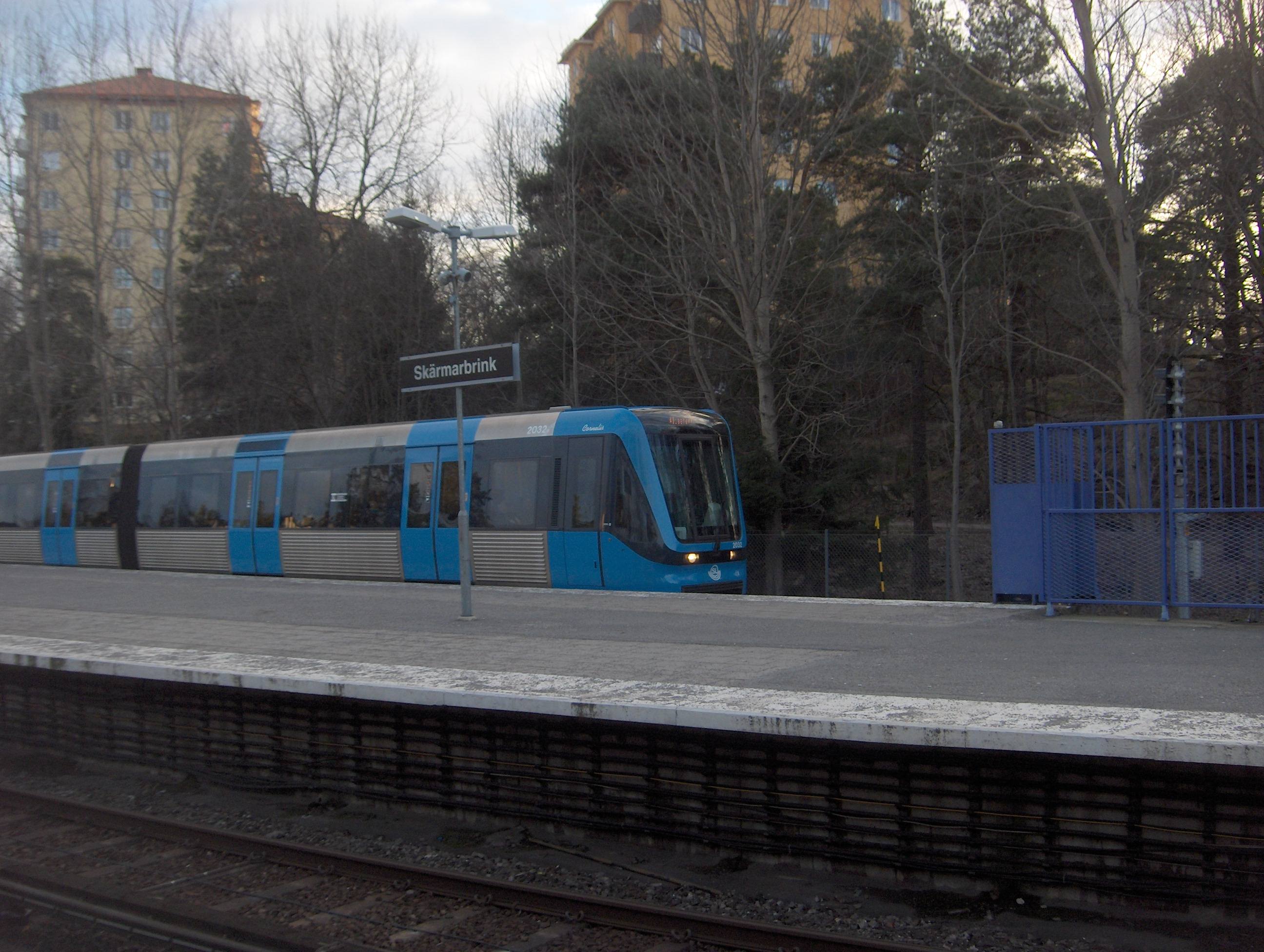
Februari 2008.
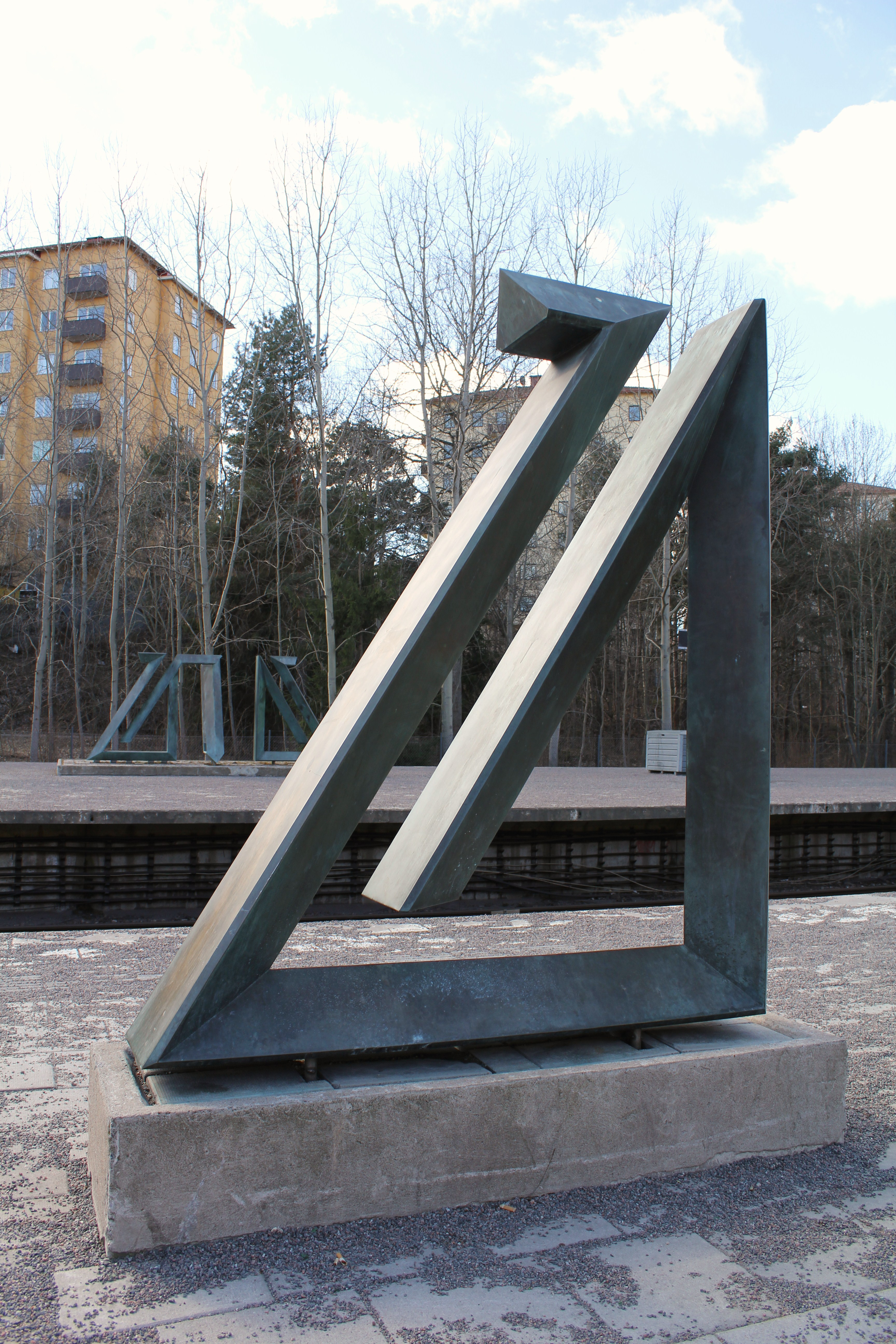
Carl Magnus bronsskulpturer, mars 2012.
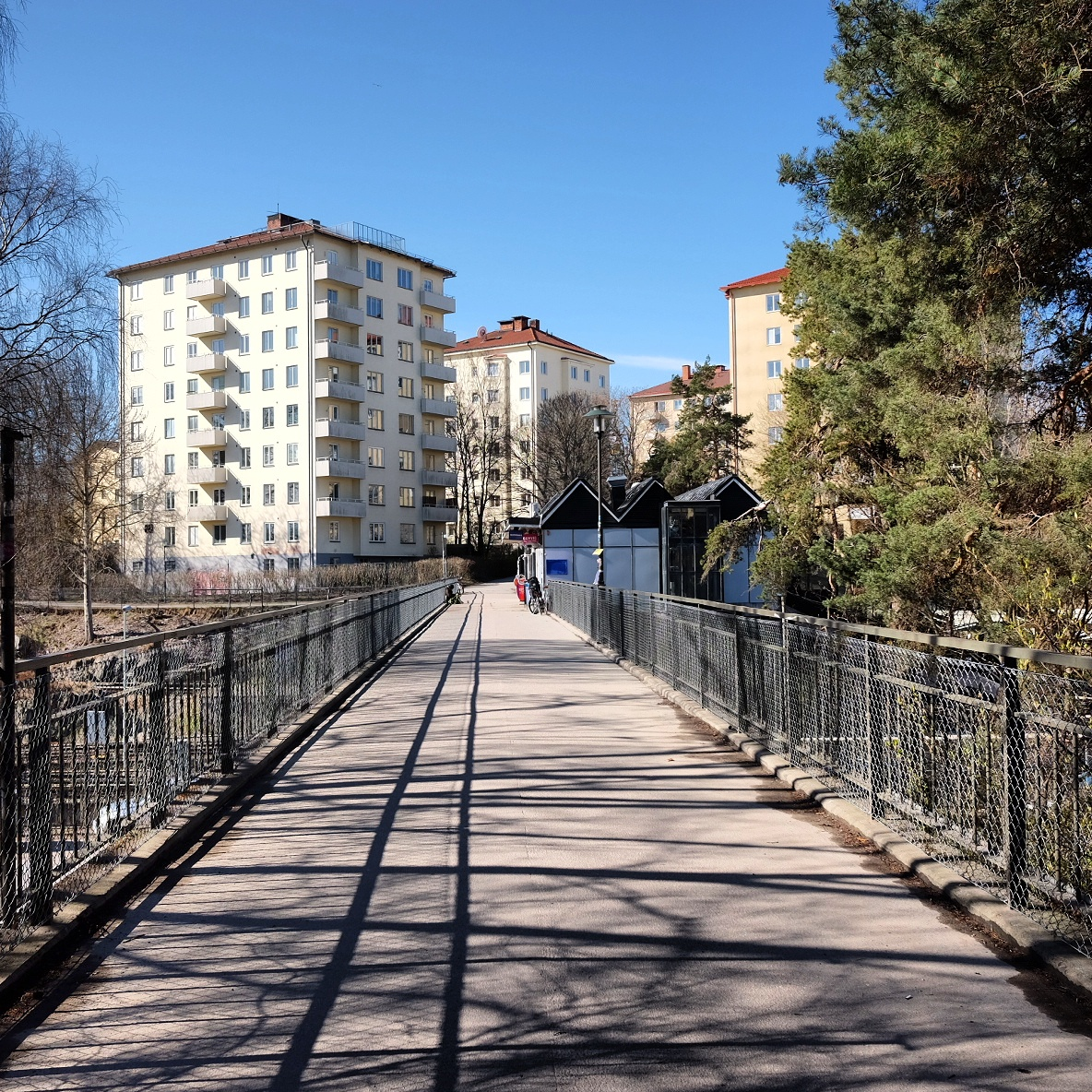
Gångbro över spåren och till tunnelbanestationen.
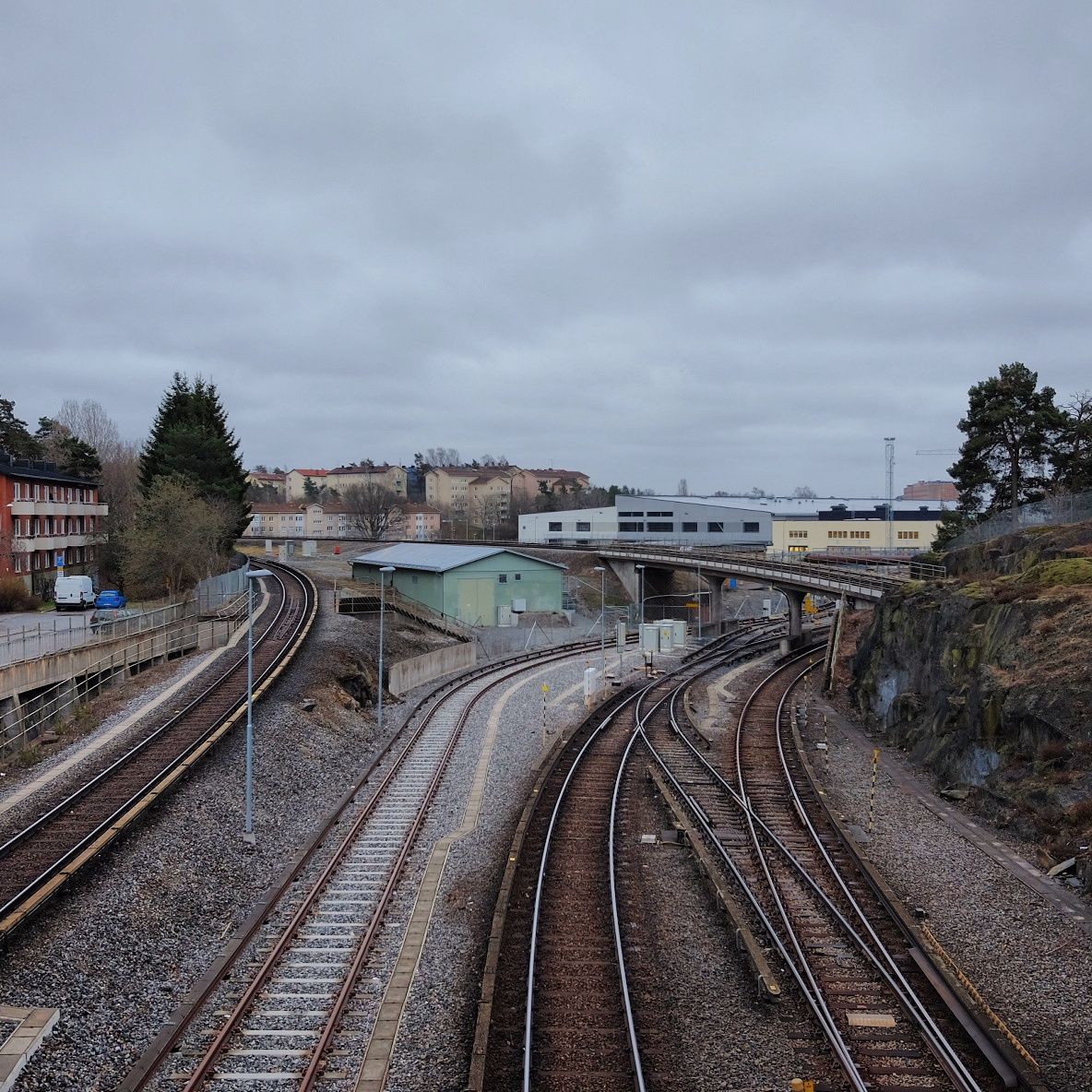
Spår bort från tunnelbanestationen.